# Berliner Fußballclub Dynamo 1978-1979
La pagina raccoglie i dati riguardanti la Dinamo Berlino nelle competizioni ufficiali della stagione 1978-1979.

## Stagione
Nella stagione 1978-79 la Dinamo Berlino, affidata in estate al tecnico esordiente Jürgen Bogs, si aggiudicò il primo titolo di Campione della Germania Est nonostante avesse subito in primavera la fuga di uno dei punti fermi della difesa, Lutz Eigendorf. La certezza matematica arrivò a due giornate dalla fine del campionato, con la vittoria della squadra sulla Dinamo Dresda nello scontro diretto. In quella stessa stagione la Dinamo Berlino sfiorò il double, perdendo la finale di coppa nazionale contro il Magdeburgo ai tempi supplementari. In Europa invece la squadra, qualificata in Coppa UEFA, fu eliminata al primo turno dalla Stella Rossa: dopo aver vinto per 5-2 in casa, la Dinamo Berlino perse a Belgrado per 4-1 subendo l'ultimo gol a tempo scaduto per via di un'autorete di Reinhard Lauck. La Dinamo Berlino fu eliminata a causa del maggior numero di gol subiti in casa a parità di reti segnate.

## Maglie e sponsor
Nella stagione 1978-79 vengono utilizzate le stesse divise introdotte nel 1970: amaranto con una striscia bianca che corre sulle spalle e sulle maniche per la prima maglia, bianco con striscia amaranto a destra per la seconda maglia.
| Manica sinistra · Manica sinistra · Maglietta · Maglietta · Manica destra · Manica destra · Pantaloncini · Calzettoni | Manica sinistra · Maglietta · Maglietta · Manica destra · Pantaloncini · Calzettoni |

## Organigramma societario
Area direttiva:
- Presidente:  Erich Mielke
- Direttore generale:  Manfred Kirste
- Amministratore delegato:  Joachim Halle

Area tecnica:
- Allenatore:  Jürgen Bogs
- Allenatore in seconda:  Martin Skaba

Area sanitaria:
- Medico sociale:  Kurt Poltrock
- Massaggiatore:  Harry Tost

## Rosa
| N. |                         | Ruolo | Calciatore           |
| -- | ----------------------- | ----- | -------------------- |
|    | Germania Est (bandiera) | P     | Bodo Rudwaleit       |
|    | Germania Est (bandiera) | P     | Reinhard Schwerdtner |
|    | Germania Est (bandiera) | D     | Michael Noack        |
|    | Germania Est (bandiera) | D     | Artur Ullrich        |
|    | Germania Est (bandiera) | D     | Norbert Trieloff     |
|    | Germania Est (bandiera) | D     | Lutz Eigendorf       |
|    | Germania Est (bandiera) | D     | Rainer Troppa        |
|    | Germania Est (bandiera) | C     | Reinhard Lauck       |
|    | Germania Est (bandiera) | C     | Frank Terletzki      |

| N. |                         | Ruolo | Calciatore           |
| -- | ----------------------- | ----- | -------------------- |
|    | Germania Est (bandiera) | C     | Bernd Brillat        |
|    | Germania Est (bandiera) | C     | Roland Jüngling      |
|    | Germania Est (bandiera) | C     | Rainer Ernst         |
|    | Germania Est (bandiera) | A     | Dietmar Labes        |
|    | Germania Est (bandiera) | A     | Ralf Sträßer         |
|    | Germania Est (bandiera) | A     | Hartmut Pelka        |
|    | Germania Est (bandiera) | A     | Hans-Jürgen Riediger |
|    | Germania Est (bandiera) | A     | Wolf-Rüdiger Netz    |

## Risultati

### Coppa della Germania Est
|  | Chemie Schwedt | 0 – 6 | BFC Dynamo |  |

|  | Union Berlino | 1 – 8 | BFC Dynamo |  |

|  | Dinamo Berlino | 7 – 1 | Union Berlino |  |

|  | Dinamo Berlino | 4 – 1 | Hansa Rostock |  |

|  | Hansa Rostock | 1 – 7 | BFC Dynamo |  |

|  | Dinamo Berlino | 1 – 0 | Dinamo Dresda |  |

|  | Dinamo Dresda | 1 – 1 | BFC Dynamo |  |

| Arbitro: | Herrmann |

|             |           |  |
| Seguin 101’ | Marcatori |  |

### Coppa UEFA[1]
| Arbitro: | Menegali |

|                                             |           |                      |
| Riediger 16’, 28’, 69’ Netz 20’ Brilalt 89’ | Marcatori | 34’ Sestic 36’ Savic |

| Arbitro: | Tatrai |

|                                                    |           |              |
| Savic 58’ Borovnica 69’ Lukic 80’ Lauck 90’ (aut.) | Marcatori | 12’ Riediger |

## Statistiche

### Statistiche di squadra
| Competizione | Punti | In casa | In casa | In casa | In casa | In casa | In casa | In trasferta | In trasferta | In trasferta | In trasferta | In trasferta | In trasferta | Totale | Totale | Totale | Totale | Totale | Totale | DR   |
| Competizione | Punti | G       | V       | N       | P       | Gf      | Gs      | G            | V            | N            | P            | Gf           | Gs           | G      | V      | N      | P      | Gf     | Gs     | DR   |
| ------------ | ----- | ------- | ------- | ------- | ------- | ------- | ------- | ------------ | ------------ | ------------ | ------------ | ------------ | ------------ | ------ | ------ | ------ | ------ | ------ | ------ | ---- |
| Campionato   | 46    |         |         |         |         |         |         |              |              |              |              |              |              | 26     | 21     | 4      | 1      | 75     | 58     | +17  |
| FDGB Pokal   | -     | 3       | 3       | 0       | 0       | 12      | 2       | 5            | 3            | 1            | 1            | 22           | 3            | 8      | 6      | 1      | 1      | 34     | 6      | +28  |
| Coppa UEFA   | -     | 1       | 1       | 0       | 0       | 5       | 2       | 1            | 0            | 0            | 1            | 1            | 4            | 2      | 1      | 0      | 1      | 6      | 6      | 0    |
| Totale       | -     | -       | -       | -       | -       | -       | -       | -            | -            | -            | -            | -            | -            | -      | 36     | 28     | 5      | 3      | 115    | -112 |

### Statistiche dei giocatori
| Giocatore   | DDR-Oberliga | DDR-Oberliga |
| Giocatore   | Presenze     | Reti         |
| ----------- | ------------ | ------------ |
| Brillat     | 18           | 2            |
| Eigendorf   | 16           | 3            |
| Ernst       | 2            | ?            |
| Jüngling    | 17           | 1            |
| Labes       | 1            | ?            |
| Lauck       | 20           | 3            |
| Netz        | 26           | 16           |
| Noack       | 25           | 8            |
| Pelka       | 20           | 4            |
| Riediger    | 24           | 3            |
| Rudwaleit   | 26           | ?            |
| Schwerdtner | 3            | ?            |
| Sträßer     | 18           | 4            |
| Terletzki   | 26           | 9            |
| Trieloff    | 26           | ?            |
| Troppa      | 21           | 2            |
| Ullrich     | 25           | 1            |